# 虎人

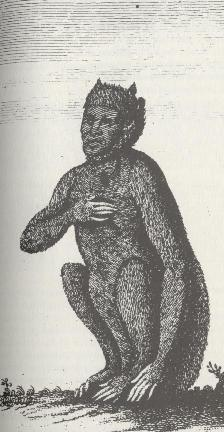
虎人（Mantyger）的繪畫

虎人（Weretiger）是流傳世界各地的變身成虎、半虎半人或被虎附身的妖怪、獸人（傳說生物）。類似的還有貓人（Werecat）等。

## 各地傳說

### 中国
虎人也叫虎男、人虎。是中国传说的妖怪，平时是人的样子，但会变成老虎。在《太平广记》、《古今说海》和《唐人説薈》有记载。《太平广记》第427卷的《人虎传》有提到，李征化成老虎，然后拜托朋友袁傪照顾妻子和孩子。
《博物志》江陵有人化为虎。俗云猛虎化为人，好著紫葛衣；足无踵有五指者，人化为虎。
明人陈继儒《虎荟》载有许多虎化人、人化虎的事例。例如: “占城国虎黑色而小,能化人,杂市里间诱人食之。
以及《搜神记》里记载，在长江和汉水之间一带的地方，有一种貙人能变成老虎。

### 印尼
在爪哇島，虎人是一個廣為流傳的傳說，特別是在東爪哇。虎人通常被認為是流亡在洛多約森林中死去的貴族的轉世。

### 馬來西亞
在馬來半島，被虎附身者會捕食家畜，特別是雞。因此，相傳自古有人被懷疑遭虎附身，就被灌下催吐藥，若吐出羽毛，就會被視為遭虎附身而被鄰居或村民處死。

## 脚注
1. ↑  中國啚騰文化 何星亮 中国社会科学出版社 1992 年 p245頁 ISBN：9787500410539
2. ↑  『世界の怪物・神獣事典』、293頁（虎憑き）。

## 参看
- 狼人